# Pavillon de partage des eaux des Chutes-Lavie
Le pavillon de partage des eaux des Chutes-Lavie, également appelé Le Tore, par référence à la nomenclature architecturale, est un édifice de génie civil classé appartenant à la ville de Marseille, en France.  

## Histoire
Construit entre 1899 et 1906 sur les plans de Baptistin Duce, ingénieur auprès du Canal de Marseille, il faisait partie de l'ensemble hydraulique alimentant en eau douce les nouveaux quartiers ayant émergé au nord du centre ville jusqu'au Palais Longchamp. Il est situé dans le quartier des Chutes-Lavie, rue Jeanne Jugan, dans le 4e arrondissement de la ville, à la jonction des tunnels ferroviaires de Saint-Charles et des Chartreux. 
Les eaux qui y étaient acheminées par le Canal de Marseille, approvisionnaient non seulement ces nouveaux quartiers au Nord de la Gare Saint-Charles, elle même au Nord du centre ville de Marseille jusqu'au quartier de Sainte Marthe, équipé d'un réservoir, mais aussi les locomotives à vapeur, notamment celles du Chemin de Fer Paris-Lyon-Marseille, traitées à la rotonde de la rue Pautrier, construite en 1889, que le Pavillon surplombe. 
Après la Seconde Guerre mondiale, ce système répartiteur à l'air libre par gravitation a été abandonné, au profit d'un tore sous pression. 

## Architecture
Le bâtiment comporte deux parties distinctes : 
- Le bâtiment administratif est haut de trois étages. il est carré, en briques et pierres, au toit couverts d'ardoises disposées en écaille avec en façade un blason monumental en pierre de taille. Au-dessus de la porte est inscrit CANAL DE MARSEILLE.
- Le bâtiment technique est octogonal, très massif, construit en pierres pentagonales et calculé pour résister aux poussées qu'ils devait contenir. L'eau était distribuée dans huit descentes périphériques. Le réservoir et le système de répartition originel sont abrités sous une charpente métallique aménagée en verrière.

## Inscription aux monuments historiques
Ce pavillon fait l’objet d’une inscription au titre des monuments historiques depuis le 9 février 1998. Il a le label « Patrimoine du XXe siècle ». La couverture de la verrière a été refaite en 2013.